# Henri Terrasse
Henri Louis Étienne Terrasse (Vrigny (Loiret), 8 de agosto de 1895-11 de octubre de 1971) fue un arqueólogo e historiador francés.

## Biografía
Admitido en la École normale supérieure de París, se graduó en la universidad en 1920. Poco después se trasladó a Marruecos, donde fue nombrado director de arqueología y estudios de arte musulmán en el Institut des hautes études marocaines en 1923. Así, colaboró con Henri Basset en una serie de estudios sobre los santuarios y fortalezas almohades publicados en la revista Hesperis.
En 1933 Henri Terrasse defendió su tesis L'Art hispano-mauresque des origines au xiiie siècle (El arte hispano-morisco desde sus orígenes hasta el siglo XIII). En 1935 fue nombrado jefe del Departamento de Monumentos Históricos de Marruecos, donde dedicó todos sus conocimientos a la restauración y protección del patrimonio artístico marroquí. En 1941 fue nombrado director del Institut des hautes études marocaines y en 1945 sucedió a Georges Marçais en la cátedra de arqueología musulmana de la Facultad de Letras y Ciencias Humanas de Argel. Dejó Marruecos definitivamente en 1957. Después se hizo cargo de la gestión de la Casa de Velázquez en Madrid hasta su jubilación en 1965.
En 1953 fue elegido miembro libre de la Academia de Inscripciones y Lenguas Antiguas.

## Principales publicaciones
- Sanctuaires et forteresses almohades (1932)
- L'art hispano-mauresque des origines au s. XIII (1932)
- Kasbas berbères de l'Atlas et des oasis (1938)
- La grande mosquée des Andalous à Fès (1942)
- Histoire du Maroc: des origines à l'établissement du protectorat français (2 vol., 1949-1950)[3]
- Islam d'Espagne (1957)
- La mosquée d'al-Qaraouiyin à Fès (1958)